# Baños de Molgas
Baños de Molgas település Spanyolországban, Ourense tartományban. Baños de Molgas Vilar de Barrio, Xunqueira de Ambía, Paderne de Allariz és Maceda községekkel határos. Lakosainak száma 1504 fő (2024).

## Népesség
A település népessége az elmúlt években az alábbi módon változott:
| Lakosok száma | 2191 | 2038 | 1922 | 1846 | 1774 | 1675 | 1623 | 1519 | 1489 | 1504 |
|               | 2001 | 2004 | 2007 | 2009 | 2012 | 2014 | 2017 | 2019 | 2022 | 2024 |